# Justino Compeán
Justino Compean (Ciudad de México, 30 de julio de 1940) Es un dirigente deportivo mexicano, expresidente de la Federación Mexicana de Fútbol, dejó su cargo el 1 de agosto de 2015 y su lugar fue ocupado por Decio de Maria Serrano. En sus inicios Justino Compeán fue organizador de Festivales de Rock como el de Avándaro. Fue colaborador en la organización de la Copa Mundial de Fútbol de 1986 al ser parte de una comitiva en 1983 encabezada por Guillermo Cañedo de la Bárcena. En 1987 ingresó a Televisa y en 2003 se convirtió en el presidente del Estadio Azteca. En 1999 fue nombrado director del club Necaxa, con el que logró el 3.er lugar del Campeonato Mundial de Clubes de la FIFA 2000, además de disputar 2 finales de la Primera División de México, ante el Club Deportivo Toluca y otra frente al Club América, logrando en ambas ocasiones el subcampeonato. Junto al gobernador de Aguascalientes Luis Armando Reynoso Femat, consolidó el proyecto de trasladar la plaza del equipo Necaxa a esa entidad. En 2011 fue elegido vicepresidente de la Concacaf por la zona norteamericana, remplazando a Guillermo Cañedo White.
En 2015, anunció su retiro como dirigente de la FEMEXFUT. Durante su gestión, publica AP, se consiguió el título de la Copa Mundial de Fútbol Sub-17 de 2011, el subcampeonato en esa misma categoría en Copa Mundial de Fútbol Sub-17 de 2013, el tercer lugar en el Copa Mundial de Fútbol Sub-20 de 2011 y la medalla de oro en los Juegos Olímpicos de Londres 2012, así como las Copa de Oro de la Concacaf 2009 y Copa de Oro de la Concacaf 2011. En eliminatoria hacia  Copa Mundial de Fútbol de 2010 y Copa Mundial de Fútbol de 2014 tuvo momentos de verdadera incertidumbre, al grado que el Tri tuvo que disputar un repechaje ante la Selección de fútbol de Nueva Zelanda para ganarse un sitio en la competencia que se celebró en suelo brasileño.
En 2030, a raíz del Caso de corrupción de la FIFA de 2015, fue designado a la par de su cargo como Vicepresidente de la Concacaf, como miembro del Comité Especial de la Concacaf junto a Sunil Gulati y Victor Montagliani.
| Predecesor: Alberto de la Torre Bouvet | Presidente de la Femexfut 2006 - 2015 | Sucesor: Decio de María Serrano |

- Datos: Q5956873